# Циркулација елита
Циркулација елита је теорија о промени режима коју је описао италијански социолог Вилфредо Парето (1848—1923). 
Промене у режиму, револуције, не дешавају се када је владајући слој свргнут од оних испод њих, већ када једну елиту замени друга елита. 
Улога обичних људи не подразумева да су они покретачи или учесници у тим променама, већ они прате и подржавају једну или другу елиту.

## Претпоставке
Основни аксиом за Парета је да су људи неједнаки физички, као и интелктуално и морално. У друштву, као у целини, тако и у било ком слоју и групацији, неки људи су више надарени од других. Они који су најспособнији у било којој групацији представљају елиту.

Термин елита нема никаквих моралних или почасних конотација код Парета. Он просто означава "класу људи која има највиши индекс у својој грани делатности". Парето тврди: "Било би нам од помоћи ако бисмо убудуће [елиту] поделили на две калсе: владајућа елита која обухвата појединаце који директно или индиректно играју значајну улогу у влади и невладајућа елита која обухвата остале". 
Његова главна дискусија се фокусира на владајућу елиту.

## Двосмисленост
Постоји двосмисленост у Паретовом схватању појма елите. У неким одломцима, као и у претходном цитираном, чини се да су они који заузимају елитне позиције, по дефиницији, најквалификованији. Али, у многи другим одломцима Парето тврди да се људима додељују елитне позиције на основу тога како су обележени (у друштву). То значи да људи којима су додељене елитне позиције можда немају потребне способности, док они који нису обележени можда имају.
Може се приметити да је Парето веровао да само потпуно отвореном друштву, она која имају потпуну друштвену покретљивост, би позиција елите била у потпуној корелацији са супериорним капацитетом. Само под тим условима би владајућа елита била састављена од људи који су најспособнији да владају. Стварна друштвена чињеница је да препреке као што су "наследно богатство", породичне везе и слично спречава слободно кретање појединца кроз редове друштва, па они који носе обележје елите и они који поседују највеће способности теже да се разликују у мањој или већој мери.

## Друштвена покретљивост
С обзиром на вероватноћу неслагања између приписаних позиција елите и стварних постигнућа и способности, Парето је страствени заговорник максималне друштвене поктетљивости и каријере која је отворена за све. Видео је опасност да ће елитне позиције, које су некада заузимали мушкарци са правим талентом, временом присвојити мушкарци лишени тог талента. 

Када владајуће или невладајуће елите покушају да се затворе приликом прилива новијих и способнијих елемената оснонве популације, када је кружење елите онемогућено, социјална равнотежа је нарушена и друштвени поредак ће се распасти. Парето је тврдио да ако водећа елита "не нађе начине да се прилагоди изузетним појединцима који су дошли на чело класа", створиће се неуравнотеженост у политичком телу и друштву, све док ово стање не буде исправљено, било кроз нова отварања канала мобилности или путем насилног свргавања старе неефикасне владајуће елите од стране нове које је способна да влада.

## Владајући слој
Парето је представио друштвену таксономију коју чине шест класа, почевши од Класе I до Класе VI. 
Класа I одговара авантуристичким "лисицама" код Макијавелија, а Класа II конзервативним "лавовима"," а посебно у владајућој елити.
Не само да су интелигенција и склоности неједнако распоређене међу члановима друштва, већ је и све остало такође. У нормалним околностима, остали "конзервативни" чланови Класе II су доминирају у масама и то их чини покорним. Владајућа елита, међутим, ако жели да буде ефективна, мора да представља целину која се састоји од појединаца који имају јаку мешавину елемената и из Класе I и из Класе II.
Идеална владајућа класа састоји се из разумне мешавине лавова и лисица, тј. од мушкараца способних за пресудне и снажне акције, као и других који су маштовити, иновативни и бескрупулозни. Када несавршености у кружењу владајуће елите спречавају постизање таквих разумних мешавина међу владајућим слојем, онда се режими претварају или у крајње конзервативну и пропалу бирократију, неспособну за обнову и адаптацију, или у слабе рижиме у којима се препиру адвокати и ретори неспосбни за одлучно и снажно деловање. Када се ово деси, они над којима се влада ће успети у свргавању својих владара и нове елите ће покренути ефикасније режиме."